# Vajska
Vajska (serbocroata cirílico: Вајска; rumano: Vaisca; alemán: Wajska; húngaro: Vajszka) es un pueblo de Serbia perteneciente al municipio de Bač en el distrito de Bačka del Sur de la provincia autónoma de Voivodina.
En 2011 tenía 2834 habitantes. La mitad de los habitantes son étnicamente serbios y la otra mitad se reparte entre minorías de rumanos, croatas, magiares y yugoslavos. En los datos de población de este pueblo se incluyen las pequeñas aldeas de Labudnjača y Živa, que por su pequeño tamaño no tienen territorio propio, pese a no ser directamente colindantes con el casco urbano de Vajska.
Se conoce la existencia del pueblo desde el siglo XIV, cuando se menciona en documentos del reino de Hungría como un pueblo habitado por eslavos. A principios del siglo XX era un pueblo habitado casi totalmente por católicos (principalmente magiares, con minorías de croatas šokci, suabos del Danubio y gitanos), y los serbios eran una pequeña minoría. Los serbios llegaron al pueblo principalmente a finales del siglo XX, al instalarse en 1991 un centro de acogida de refugiados de la guerra de Croacia.
Se ubica unos 5 km al oeste de la capital municipal Bač, cerca de la frontera con Croacia marcada por el Danubio.